# 鶴崗線
鶴崗線（かくこうせん、中国語: 鹤岗铁路）は、中華人民共和国の中国国鉄の鉄道路線である。 黒竜江省ジャムス市郊区の蓮江口駅と同黒竜江省鶴崗市工農区の鶴崗駅を連絡している全長52.8kmの路線である。

## 概要
1926年春に鶴崗煤礦股份有限公司によって120万銀元の費用を掛けて建設が開始され、1927年1月1日に正式開業した。この時点では広軌路線としての開業であった。1930年代には日本の当局が輸送力を強化するために綏佳線とも接続させ、更に広軌から標準軌に改軌された。中華人民共和国が成立した1949年以後も線路設備は逐次更新されている。最高速度は80km/h。客車700t、貨車3,300tまで対応可能である。

## 接続路線
- 蓮江口駅：綏佳線
- 鶴崗駅：鶴北線